# Patte d'Oie (Ouagadougou)
Patte d'Oie est un quartier de Ouagadougou, la capitale du Burkina Faso. Il est situé au sud de la capitale sur la route de Léo, au sud de l'aéroport international de Ouagadougou et de la rocade. Patte d' Oie est le secteur 52 de Ouagadougou. Le nouveau quartier gouvernemental de Ouaga 2000 se connecte au sud de la Patte d'Oie.

## Structure
A Patte d'oie il y a OUAGARINTER, un complexe avec une gare routière, un point de transfert de marchandises pour les camions et un poste de douane.

## liens externes
- Stadtteilplan von Patte d’Oie
- Patte d'Oie chez Geonames